# Onchidoris spiculoides
Onchidoris spiculoides is een slakkensoort uit de familie van de Onchidorididae.> De wetenschappelijke naam van de soort werd voor het eerst geldig gepubliceerd in 1941 door Volodchenko als Lamellidoris spiculoides.